# El Olmo, Veracruz
El Olmo är en ort i Mexiko.   Den ligger i kommunen Atzalan och delstaten Veracruz, i den sydöstra delen av landet, 220 km öster om huvudstaden Mexico City. El Olmo ligger 875 meter över havet och antalet invånare är 393.
Terrängen runt El Olmo är lite bergig. Runt El Olmo är det ganska tätbefolkat, med 100 invånare per kvadratkilometer. Närmaste större samhälle är Tlapacoyan, 13,5 km nordväst om El Olmo. I omgivningarna runt El Olmo växer i huvudsak städsegrön lövskog.